# Медина, Хуан Карлос
Хуан Карлос Медина Алонсо (исп. Juan Carlos Medina Alonso; род. 22 августа 1983 года в Торреоне, Мексика) — мексиканский футболист, крайний полузащитник.

## Клубная карьера
Медина — воспитанник клуба «Атлас». 31 августа 2003 года в матче против Эстудиантес Текос он дебютировал за команду в мексиканской Примере. В 2008 году Хуан Карлос перешёл в «Америку». 28 июля в матче против «Сантос Лагуна» он дебютировал за новый клуб. В 2009 году Медина на правах аренды перешёл в «Монтеррей». 10 мая в матче против УНАМ Пумас он дебютировал за новый клуб. 17 января 2010 года в поединке против «Индиос» Медина забил свой первый гол в чемпионате Мексики. В том же сезоне он помог клубу выиграть Апертуру.
Следующий год Хуан Карлос провёл на правах аренды за «Сан-Луис». 25 июля в поединке против бывшего клуба «Монтеррея» он дебютировал за новую команду. 17 октября в матче против «Керетаро» Медина забил свой первый гол за «Сан-Луис». По окончании аренды о вернулся в «Америку». В 2013 году Медина стал чемпионом Мексики во второй раз выиграв в составе столичного клуба Клаусуру.
Летом 2014 года Хуан вернулся в Атлас и выступал за команду два сезона. Летом 2016 года Медина присоединился к «Тихуане». 16 июля в матче против «Монаркас Морелия» он дебютировал за новую команду.

## Международная карьера
В 2003 году в составе молодёжной сборной Мексики Медина принял участие в молодёжном чемпионате мира в ОАЭ.
10 ноября 2004 года в товарищеском матче против сборной Гватемалы Хуан Карлос дебютировал за сборную Мексики.
Летом 2015 года Медина попал в заявку на участие Кубке Америки в Чили. На турнире он сыграл в матчах против сборных Боливии, Чили и Эквадора.

## Достижения
Командные
 «Монтеррей»
- Чемпионат Мексики по футболу — Апертура 2009

 «Америка»
- Чемпионат Мексики по футболу — Клаусура 2013